# Liste der denkmalgeschützten Objekte in St. Georgen am Ybbsfelde
Die Liste der denkmalgeschützten Objekte in St. Georgen am Ybbsfelde enthält die 4 denkmalgeschützten, unbeweglichen Objekte der Marktgemeinde St. Georgen am Ybbsfelde im niederösterreichischen Bezirk Amstetten.

## Denkmäler
| Foto |                 | Denkmal                                                                   | Standort                                               | Beschreibung | Metadaten |
| ---- | --------------- | ------------------------------------------------------------------------- | ------------------------------------------------------ | --- | --- |
| ja   | Datei hochladen | Fundzone Dingfurt HERIS-ID: 31334 Objekt-ID: 28276                        | Dingfurt Standort KG: Leutzmannsdorf                   | Anmerkung: Ein größeres landwirtschaftlich genutztes Wiesengrundstück. | BDA-Hist.: Q37941709 Status: Bescheid Stand der BDA-Liste: 2025-06-30 Name: Fundzone Dingfurt GstNr.: 498/1, 498/2                                                |
| ja   | Datei hochladen | Pfarrhof HERIS-ID: 31330 Objekt-ID: 28272                                 | Am Kirchenberg 1 Standort KG: St. Georgen am Ybbsfelde | Ein zweigeschoßiger Bau mit Walmdach, der 1593 errichtet wurde. | BDA-Hist.: Q37941690 Status: § 2a Stand der BDA-Liste: 2025-06-30 Name: Pfarrhof GstNr.: .46 Pfarrhof St. Georgen am Ybbsfelde                                    |
| ja   | Datei hochladen | Kath. Pfarrkirche hl. Georg und Friedhof HERIS-ID: 31329 Objekt-ID: 28271 | Standort KG: St. Georgen am Ybbsfelde                  | Eine spätgotische Staffelkirche mit zwei Chören, zwei ungleich breiten Seitenschiffen und einem vorgestellten mittelalterlichen Westturm (Uhrengiebel und spätbarocke Haube stammen aus dem Jahr 1773). Der neugotische Hochaltar, ein figurenreicher Flügelaltar aus dem Jahr 1902, ist ein Werk von Ludwig Linzinger. | BDA-Hist.: Q37941681 Status: § 2a Stand der BDA-Liste: 2025-06-30 Name: Kath. Pfarrkirche hl. Georg und Friedhof GstNr.: .50 Pfarrkirche St. Georgen am Ybbsfelde |
| ja   | Datei hochladen | Türkenkreuz HERIS-ID: 31331 Objekt-ID: 28273                              | Standort KG: St. Georgen am Ybbsfelde                  | Ein hölzerner Bildstock aus dem 17. Jahrhundert. | BDA-Hist.: Q37941701 Status: § 2a Stand der BDA-Liste: 2025-06-30 Name: Türkenkreuz GstNr.: 1742/9 Türkenkreuz St. Georgen am Ybbsfelde                           |